# Joan de Lasarte i Karr
Joan de Lasarte i Karr (Barcelona, 1 d'agost de 1892 – 6 de gener de 1960) fou enginyer elèctric, especialitzat en electrònica i luminotècnia. Va exercir com a professor i dirigí els serveis elèctrics de l'Exposició Internacional de Barcelona de 1929. Part del seu fons personal es conserva a l'Arxiu Fotogràfic de Barcelona. El fons aplega fotografies que Joan Lasarte va reunir fruit de l'activitat professional que va exercir com a enginyer. Destaquen les fotografies sobre el treball de direcció de la part elèctrica de l'Exposició Internacional de Barcelona de 1929. Està enterrat al Cementiri de Montjuïc (Barcelona).
Fill de Carme Karr i Josep Maria de Lasarte. Fou alumne i professor a l'Escola d'Enginyers Industrials (hi ensenyà física de 1920 a 1922), a la Universitat Nova de la Mancomunitat de Catalunya, a l'Escola del Treball de Barcelona i a la Superior d'Agricultura. Perdé els seus càrrecs el 1923, amb l'adveniment de la dictadura de Primo de Rivera. S'especialitzà en electricitat i luminotècnia.
Dirigí els serveis elèctrics de l'Exposició Internacional de Barcelona de 1929. El projecte fou realitzat per Juan de Lasarte Karr, cap del servei elèctric de l'Exposició, sota la direcció de Mariano Rubió Bellvé, Cap de la Secció d'Enginyeria de l'Exposició. Lasarte havia completat la seva formació amb estades a França, Itàlia, Àustria, Bèlgica, Països Baixos i Alemanya (va estar a Berlín el 1928, enviat per l'Exposició, amb l'encàrrec d'estudiar les instal·lacions de les festes de la llum que allà se celebraven). Va plantejar un projecte que havia de servir per poder donar servei d'il·luminació tant a l'interior com a l'exterior dels edificis.
Posteriorment fundà i dirigí Erebus SA, societat dedicada a la fabricació i instal·lació de calderes, amb fàbrica a Poblenou i seu al carrer Marquès de l'Argentera (extinta el 1993).

## Obres
- «Las obras de Ingenieria de la Exposición de Barcelona» Técnica, núm 134, febrer 1930, pg. 17-23.
- «Las obras de Ingenieria de la Exposición de Barcelona» Técnica, núm. 135, març 1930, pg. 33-44.
- «Las obras de Ingenieria de la Exposición de Barcelona» Técnica, núm. 136, abril 1930, pg. 49-52.
- «Las obras de Ingenieria de la Exposición de Barcelona» Técnica, núm. 137, maig 1930, pg. 65-73.
- «Las obras de Ingenieria de la Exposición de Barcelona» Técnica, núm. 138, juny 1930, pg. 81-86.
- «Las obras de Ingenieria de la Exposición de Barcelona» Técnica, núm. 139, juliol 1930, pg. 97-104.
- «L'electricitat i la llum a l'exposició de Barcelona» Revista Ciència, Any V, núm. 36, març» juny de 1930, pg. 513-537.

## Fons personal
Part del fons personal de Joan de Lasarte i Karr es conserva a l'Arxiu Històric de la Ciutat de Barcelona i està integrat principalment per documentació vinculada a la seva responsabilitat com a responsable dels serveis elèctrics de l'Exposició Internacional de Barcelona de 1929, així com correspondència diversa.